# Canis Canem Edit
Canis Canem Edit (łac. pies zjada psa) (oryg. Bully) – przygodowa komputerowa gra akcji stworzona przez studio Rockstar Vancouver, wydana przez Rockstar Games 17 października 2006 roku na konsolę PlayStation 2. W 2008 roku na platformach Xbox 360, Microsoft Windows i Wii ukazała się wersja reżyserska pod tytułem Bully: Scholarship Edition, z kolei w 2018 wersja przeznaczona na urządzenia mobilne z systemami Android i iOS, zatytułowana Bully: Anniversary Edition.
Wydarzenia w Canis Canem Edit przedstawione są z perspektywy trzeciej osoby, a gracz może przemieszczać otwarty świat pieszo bądź w pojazdach. Historia osadzona jest w fikcyjnym miasteczku akademickim Bullworth i przedstawia historię Jamesa „Jimmy’ego” Hopkinsa, przeniesionego do Akademii Bullworth, w której stara się on zdobyć szacunek poszczególnych klik i doprowadzić do zaprzestania dręczenia słabszych uczniów. Poza misjami fabularnymi gracz może uczestniczyć w zajęciach szkolnych, przedstawianych w formie rozmaitych minigier. W Scholarship Edition wprowadzony został komponent wieloosobowy dla dwóch osób.
Pomimo początkowych kontrowersji, podczas których zarzucano Canis Canem Edit przesadną przemoc i treści o charakterze seksualnym, gra spotkała się z pozytywnym odbiorem krytyków, chwalących zadania, narrację oraz postacie i ich rozwój. Z krytyką spotkały się oprawa techniczna oraz błędy. Oryginalna wersja gry – przeznaczona na konsolę PlayStation 2 – sprzedała się w ponad 1,5 mln kopii na całym świecie i zdobyła wiele nagród końcoworocznych za rok 2006.

## Rozgrywka
Canis Canem Edit to przygodowa gra akcji osadzona w otwartym świecie, w której wydarzenia przedstawiane są z perspektywy trzeciej osoby. Gracz wciela się w ucznia szkoły średniej, zbuntowanego nastolatka „Jimmy’ego” Hopkinsa. W miarę postępów w fabule awansuje on w hierarchii klik znajdujących się na terenie szkoły, reprezentujących archetypy dręczycieli, nerdów, preppies, greaserów i sportowców. W celu popchnięcia fabuły do przodu gracze wykonują misje – linearne scenariusze z odgórnie narzuconą liczbą czynności do wykonania. Za ich wykonanie postać nagradzana jest gotówką, nowymi przedmiotami bądź zmniejszeniem albo zwiększeniem szacunku u poszczególnych grup. Jeżeli Jimmy cieszy się poważaniem wśród danej grupy, jej członkowie mogą go wspomóc, a jeśli pogardzają nim – mogą go zaatakować, kiedy tylko go zobaczą. Poza misjami gracz może swobodnie eksplorować otwarty świat gry – początkowo jest to wyłącznie sam teren Akademii Bullworth, a z czasem kolejne sekcje otaczającego szkołę miasteczka. W otwartym świecie możliwe jest wykonywanie zadań i czynności dodatkowych.
W poszczególne dni tygodnia o określonych godzinach odbywają się prezentowane w formie minigier lekcje, na które postać powinna uczęszczać. Każdy przedmiot składa się z pięciu zajęć o rosnącym poziomie trudności, a ukończenie wszystkich pięciu oznacza zaliczenie. Ukończenie poszczególnych zajęć nagradzane jest nowymi strojami czy umiejętnościami, np. lekcje angielskiego pozwalają wyłgać się prefektom bądź policjantom po popełnieniu wykroczenia, chemia umożliwia tworzenie przedmiotów do rzucania w przeciwników, geografia nanosi na mapę przedmioty do zebrania, a wuef odblokowuje nowe ruchy w walce. Wagarowanie podczas lekcji stanowi wykroczenie, za które prefekci i policja będą ścigać Jimmy’ego, o ile nie ukończył wcześniej wszystkich pięciu wymaganych do zaliczenia.
Postać może walczyć wręcz albo używać broni – procy, torebek z kulkami i swędzącym proszkiem, śmierdzących bomb, petard, kijów baseballowych, drewnianych desek bądź działa na ziemniaki. W celu przemieszczania się po świecie Jimmy może biegać i skakać albo prowadzić pojazdy – deskorolkę, skuter, rower bądź gokart. Przemieszczając się na deskorolce, postać może złapać się również zderzaka jadącego samochodu, sama jednak nie może ich prowadzić. W celu odbycia szybkiej podróży, postać może korzystać z przystanków autobusowych. Po utracie zdrowia, można przywrócić je na różne sposoby, w tym m.in. picie napojów gazowanych kupowanych w automatach czy całowanie określonych postaci niezależnych – zarówno dziewczyn, jak i chłopaków. Kiedy pasek życia się wyczerpie, postać traci przytomność i odradza się w najbliższej placówce medycznej.
Naruszenie regulaminu szkoły albo prawa wpływa na zapełnienie paska „kłopotów”, a Jimmy zaczyna być ścigany przez prefektów bądź policjantów. Stróże porządku podejmują działania odpowiednie do stopnia przewin postaci – spróbują ją złapać, ta jednak może się wyrwać. Przy maksymalnym zapełnieniu paska kłopotów niemożliwe jest wyrwanie się – Jimmy po złapaniu zostaje automatycznie przeniesiony do biura dyrektora bądź najbliższego komisariatu i zostaje mu skonfiskowana cała broń, z wyjątkiem procy, deskorolki i aparatu fotograficznego. Jeżeli Jimmy zostanie złapany, kiedy trwa lekcja, zostanie na nią odprowadzony – nawet jeżeli zaliczył już przedmiot. Stróże porządku podejmują również działania wobec innych uczniów popełniających wykroczenia.
W trybie wieloosobowym, dostępnym wyłącznie w Scholarship Edition i Anniversary Edition, dwóch graczy rywalizuje ze sobą, starając się zdobyć lepszy wynik w minigrach reprezentujących lekcje. Jeden z graczy wciela się w Jimmy’ego, drugi w Gary’ego Smitha.

## Opis

### Świat gry
Fabuła Canis Canem Edit rozgrywa się w fikcyjnym miasteczku Bullworth w Nowej Anglii. Umiejscowiona jest w niej prywatna szkoła z internatem, Akademia Bullworth, do której trafia piętnastoletni James „Jimmy” Hopkins – trudny nastolatek, wcześniej wyrzucony z siedmiu innych szkół – kiedy jego matka wyjeżdża w podróż poślubną z piątym mężem. Kampus uczelni zaprojektowany został w stylu neogotyckim, a sam budynek akademii inspirowany był Fettes College w Edynburgu. Głównym miejscem akcji jest szkoła i jej tereny, a poszczególne części miasteczka odblokowywane są w miarę postępów w fabule.
Bullworth podzielone jest na cztery dzielnice: Bullworth Town, w którym mieszczą się przede wszystkim sklepy; bogate przedmieścia Old Bullworth Vale, mieszczące prywatne posiadłości i plażę; zamieszkiwane przez biedotę New Coventry; oraz dzielnicę przemysłową Blue Skies Industrial Park, w której mieszczą się fabryki i pole przyczep campingowych wykorzystywanych jako miejsca mieszkalne. Pomiędzy Akademią Bullworth a Blue Skies Industrial Park znajduje się szpital psychiatryczny Happy Volts.
Ponieważ fabuła rozgrywa się na przestrzeni całego roku szkolnego, wygląd Bullworth zmienia się pomiędzy rozdziałami, co najbardziej zauważalne jest w trzecim, rozgrywającym się w okresie bożonarodzeniowym.

### Fabuła
Po przybyciu do Akademii Bullworth, Jimmy (Gerry Rosenthal) spotyka się z dyrektorem, Thaddeusem Crabblesnitchem (Ralph Gunderman), który nakazuje mu trzymać się z dala od kłopotów. Niedługo później chłopak zaprzyjaźnia się z uczniem ostatniego roku, Garym Smithem (Peter Vack), oraz z pierwszoroczniakiem, Peterem „Peteym” Kowalskim (Matt Bush). Wspólnie z nimi próbuje przejąć kontrolę nad poszczególnymi klikami uczelni – dręczycielami, nerdami, preppies, greaserami i osiłkami. Niedługo później Gary zdradza Jimmy’ego, wrabiając go w walkę z przywódcą dręczycieli, Russellem Northropem (Cody Melton). Jimmy’emu udaje się go pokonać, zdobywając szacunek dręczycieli i zmuszając Russella, żeby przestał znęcać się nad słabszymi od siebie.
Jimmy postanawia wraz z Peterem przejąć kontrolę nad pozostałymi grupami, zaczynając od preppies, którzy zostali zmanipulowani przez Gary’ego. Hopkinsowi udaje się dostać na turniej bokserski organizowany przez ich przywódcę, Derby’ego Harringtona (John Lavelle) i wygrać go, a następnie pokonać samego Derby’ego i zmusić go do uznania jego przywództwa. Następnie zgadza się pomóc przywódcy greaserów, Johnny’emu Vincentowi (Rocco Rosanio), podejrzewającemu, że jego dziewczyna – Lola Lombardi (Phoebe Strole) – ma romans z preppym Gordem Vendome’em (Drew Gehling). Harrington domaga się, żeby Jimmy zadośćuczynił za pobicie Gorda i namalował graffiti na terytorium greaserów, przez co zwracają się oni przeciwko niemu. Gary podrzuca Vincentowi nieprawdziwą informację, że Jimmy ma romans z Lolą, co prowadzi do walki pomiędzy nimi, którą Jimmy wygrywa.
Chcąc przejąć kontrolę nad osiłkami, najpotężniejszą kliką w szkole, Hopkins zwraca się o pomoc do ich największych wrogów – nerdów. Kiedy ci nie zgadzają się udzielić mu pomocy, Jimmy pokonuje ich przywódcę, Earnesta Jonesa (Jesse Tendler), i obiecuje im, że już nigdy więcej nie będą dręczeni. Żeby zniszczyć reputację osiłków, Jimmy i Earnest rozprowadzają nieprzyzwoite zdjęcia kapitan drużyny cheerleaderek, Mandy Wiles (Elena Franklin), które następnie trafiają do Bullworth. Jimmy, mając wyrzuty sumienia, postanawia usunąć zdjęcia, czym zdobywa sympatię Mandy. Następnie sabotuje ważny mecz futbolowy szkolnej drużyny i na oczach całej szkoły pokonuje jej kapitana, Teda Thompsona (Alexander Cendese).
Jimmy’emu udaje się zaprowadzić w szkole porządek, co nie podoba się Gary’emu. Udaje mu się przekonać przywódców grup, żeby namówili Hopkinsa do pomazania sprayem ratusza w Bullworth, sam zaś werbuje byłych uczniów szkoły, chcących się na niej zemścić, do dokonywania niebezpiecznych żartów na członkach klik, żeby uznali oni Jimmy’ego za słabego przywódcę i zwrócili się przeciwko niemu. Gary donosi  Crabblesnitchowi, że to Jimmy zniszczył ratusz, za co zostaje mianowany prefektem, podczas gdy Jimmy zostaje wydalony ze szkoły. Chociaż początkowo akceptuje porażkę, Petey namawia go do zemszczenia się na Garym. Chcąc zwrócić przeciwko niemu miastowych, nawiązuje współpracę z Zoe Taylor (Molly Fox) – wyrzuconą ze szkoły po tym, jak oskarżyła nauczyciela wuefu, Burtona (Michael Boyle), o napastowanie seksualne – i pomaga jej się zemścić. Zdobywszy jej zaufanie, wraz z Russellem konfrontuje się z przywódcą miastowych, Edgarem Munsenem (Jan Milewicz) i wyjaśnia mu, że wszyscy zostali zmanipulowani przez Gary’ego. W międzyczasie Gary bierze Crabblesnitcha za zakładnika i rozpoczyna regularną wojnę pomiędzy klikami. Jimmy, z pomocą Russella i miastowych, neutralizuje ich przywódców i konfrontuje się z Garym. Crabblesnitch wyrzuca Gary’ego ze szkoły, mianuje prefektem Petera, zwalnia Burtona i przywraca na listę uczniów Jimmy’ego i Zoe.

## Produkcja
Rockstar zapowiedziało grę w maju 2005, podając, że ma ona trafić na konsole PlayStation 2 i Xbox w październiku tego samego roku. Wczesne informacje opublikowane przez Take-Two Interactive wskazywały, że gracz będzie wcielał się w dręczyciela, a zrzuty ekranu zamieszczone w magazynie „Electronic Gaming Monthly” przedstawiały postać bijącą innego ucznia. Ostatecznie ton gry został zmieniony, a protagonista stał się trudnym uczniem walczącym z osiłkami, w efekcie dręczącym ich w imieniu ich ofiar i w samoobronie. We wrześniu 2006 Rockstar ogłosił, że w krajach europejskich gra zostanie wydana pod zmienionym tytułem Canis Canem Edit (łac. pies zjada psa) – która to sentencja stanowi jednocześnie motto Akademii Bullworth – nie podając jednak żadnych informacji odnośnie do przyczyny takiej zmiany.
Wersja przeznaczona na PlayStation została opracowana na ulepszonym silniku RenderWare z Grand Theft Auto: San Andreas. Zespół odpowiedzialny za grę postanowił, żeby każdy uczeń szkoły miał unikalny wygląd i osobowość. Celem twórców było stworzenie postaci, które nadal są dziećmi, ale w taki sposób, żeby dawało to przyjemność. Tworząc Jimmy’ego, inspirowano się Holdenem Caulfieldem z Buszującego w zbożu – obie te postacie miały problemy w domu i uczęszczały do wielu prywatnych szkół. Pierwotnie głównym antagonistą Canis Canem Edit miał być nadęty dyrektor Crabblesnitch, ostatecznie jednak został nim przedstawiony jako socjopata Gary Smith.

### Bully: Scholarship Edition
19 lipca 2007 Rockstar zapowiedziało wydanie wersji reżyserskiej gry na konsole Xbox 360 i Wii, zatytułowanej Bully: Scholarship Edition. Za opracowanie wersji przeznaczonej na Xboksa 360 odpowiadało studio Mad Doc Software (późniejsze Rockstar New England), a za wersję na Wii – Rockstar Toronto. Wersja reżyserska została wydana 4 marca 2008, z kolei 21 października tego samego roku ukazała się edycja na Microsoft Windows, również opracowana przez Rockstar New England. W Scholarship Edition dodana została nowa zawartość, w tym misje, postacie, zajęcia szkolne, przedmioty do odblokowania i ciuchy, a liczbę dni szkolnych zwiększono z trzech do pięciu. Wprowadzono niewielkie zmiany w scenariuszu, jak również wyższej jakości tekstury i dźwięk, wyeliminowano błędy występujące w wersji na PlayStation 2, a spotykane przypadkowo postacie niezależne wypowiadają więcej kwestii. Dodano także tryb wieloosobowy pozwalający na rozgrywanie minigier w kooperacji, na Xboksie 360 osiągnięcia, z kolei na Wii – obsługę kontrolerów ruchu Remote i Nunchuk. Wszystkie wersje Scholarship Edition zostały opracowane na silniku Gamebryo, który zastąpił oryginalny RenderWare.

### Reedycje
22 marca 2016 roku za pośrednictwem PlayStation Network udostępniona została odświeżona wersja gry na platformę PlayStation 4. Charakteryzuje się ona ulepszonymi teksturami i obsługą wyższych rozdzielczości, dodatkowo wprowadzono do niej obsługę trofeów. Remaster opracowany został na podstawie oryginalnej wersji z PlayStation 2 i poza trofeami nie zawiera żadnych elementów ani usprawnień, które dodano w Scholarship Edition.
8 listopada 2016 na urządzeniach mobilnych z systemami Android i iOS ukazało się Bully: Anniversary Edition. Wydanie to opracowane zostało  przez War Drum Studios na podstawie Scholarship Edition, obejmując wszystkie wprowadzone w nim usprawnienia względem wydania na PlayStation 2.

## Odbiór
Według agregatora recenzji Metacritic, Canis Canem Edit spotkało się z „ogólnie pozytywnym” przyjęciem ze strony krytyków, zdobywając średnią ocen na poziomie 87/100. Daniel Wilks z magazynu „Hyper” chwalił grę za jej „sprytny scenariusz, niektóre misje i dobrze skonstruowane postacie”, krytykując jednak „przeskoki czasowe, szwankującą kamerę i nieoryginalne minigry”. Według  Take-Two Interactive, do 12 marca 2018 roku na PlayStation 2 sprzedano ponad 1,5 mln kopii Canis Canem Edit.
Bully: Scholarship Edition spotkało się z „ogólnie pozytywnym” przyjęciem w wersjach na Xboksa 360 i Wii, z kolei wersja na komputery osobiste otrzymała „mieszane lub średnie recenzje”. Największe rozbieżności dotyczyły wydania komputerowego – IGN uznał je za „dobre”, wystawiając ocenę 7,8/10, podczas gdy 1UP.com nazwał je „tandetnym, przedwcześnie wypuszczonym portem, który w niewytłumaczalny sposób – biorąc pod uwagę jego absurdalnie długi czas przenoszenia – wydaje się wydany w pośpiechu”, wystawiając ocenę C-.
Scholarship Edition w wersji na Xboksa 360 okazało się być niestabilne na niektórych konsolach, powodując błędy, zawieszenia i problemy z wydajnością. 20 marca 2008 roku opublikowana została łatka, jednak wedle doniesień, nie naprawiła ona problemów, a nawet je pogorszyła. Kiedy w lipcu 2015 ukazała się wersja na Windowsa 10, wielu użytkowników donosiło o nieustannych błędach i zawieszeniach – problemy te zostały naprawione dopiero w oficjalnej łatce wydanej przez fanów.

### Wyróżnienia
W 2006 Canis Canem Edit zdobyło nagrodę dla najlepszej ścieżki dźwiękowej w plebiscycie organizowanym przez serwis GameSpot i 2. miejsce w głosowaniu czytelników. W tym samym plebiscycie tytuł nominowany był również do miana najlepszej gry 2006 roku. W 2008 Scholarship Edition w wersji na Xboksa 360 nominowane było w plebiscycie IGN w kategorii najlepszego dubbingu. Entertainment and Leisure Software Publishers Association przyznała oryginalnej wersji Canis Canem Edit platynową nagrodę za sprzedanie w Wielkiej Brytanii co najmniej 300 tys. jej egzemplarzy.
W 2007 Yahoo! Games umieściło Canis Canem Edit na swojej liście najbardziej kontrowersyjnych gier wszech czasów, z kolei Gaming Target na liście 52 gier z 2006, które nie zostaną zapomniane. W 2010 gra została omówiona w książce 1001 Video Games You Must Play Before You Die.

### Kontrowersje
Oryginalny tytuł gry, oznaczający „dręczyciela”, oraz jej tematyka wzbudziły kontrowersje wśród rodziców i nauczycieli, powołujących się na treści obecne w poprzednich gier Rockstar, w tym przede wszystkim Grand Theft Auto: San Andreas i niesławną minigrę Hot Coffee. Organizacje takie jak Bullying Online i Peaceaholics jeszcze przed premierą krytykowały Canis Canem Edit, twierdząc, że gra gloryfikuje i trywializuje przemoc w szkole. Niektóre organizacje zarzucały producentom zatajenie informacji o możliwości całowania się z osobami tej samej płci, co miało wpłynąć na zaniżenie kategorii wiekowej. Entertainment Software Rating Board przyznało, że nadało grze kategorię T, wiedząc o takiej możliwości. British Board of Film Classification nadało Canis Canem Edit kategorię 15, nowozelandzkie Office of Film and Literature Classification 13, zaś australijskie – M.
W kwietniu 2008 roku, decyzją tamtejszego sądu, sprzedaż i sprowadzanie do kraju gry zostało zakazane w Brazylii. Zakaz podyktowany został opiniami psychologów, którzy stwierdzili, że Canis Canem Edit może mieć szkodliwy wpływ na nastolatków i dorosłych. Zakaz oficjalnie zniesiony został dopiero 23 czerwca 2016.
Keith Vaz, poseł laburzystów, jeszcze przed premierą domagał się zakazania sprzedaży gry w Wielkiej Brytanii bądź nałożenia na nią klasyfikacji wiekowej 18. Kiedy British Board of Film Classification przyznała Canis Canem Edit kategorię wiekową 15, sieci sklepów Currys i PC World, należące do DSG International, odmówiły jej sprzedaży. Przedstawiciele Currys stwierdzili, że jest ona „nieodpowiednia do ich wizerunku sklepu przyjaznego rodzinom”, jak również, że „istnieje wyraźne powiązanie pomiędzy przemocą a dziećmi”. Pozostałe duże brytyjskie sieci – jak Game, HMV czy Virgin Megastore – wyraziły chęć sprzedawania gry.
Jeszcze przed nadaniem grze klasyfikacji wiekowej przez ESRB, aktywista Jack Thompson złożył w sądzie wniosek o zakazanie sprzedaży Canis Canem Edit na Florydzie, twierdząc, że „narusza porządek publiczny” i jest „symulatorem masakry w Columbine”. We wniosku złożonym do 11. sądu okręgowego Thompson domagał się od Wal-Martu i Take-Two Interactive dostarczenia mu zaawansowanej wersji Canis Canem Edit, żeby „niezależny ekspert” mógł zagrać i oszacować, na ile gra narusza porządek publiczny Florydy. Take-Two Interactive zaprezentowało grę sędziemu i Thompsonowi 12 października 2006. Dzień później sędzia Ronald Friedman oddalił powództwo Thompsona, stwierdzając, że w grze nie znajdują się żadne materiały, których nie można było wcześniej zobaczyć wieczorem w telewizji. Amerykańskie media głównego nurtu, którym udostępniono wersję poglądową Canis Canem Edit, zaopiniowały grę w większości pozytywnie. Wskazywano, że koncentruje się ona na budowaniu więź społecznych i uczeniu nowych rzeczy poprzez zajęcia szkolne, z kolei wykroczenia są surowo karane.

## Kontynuacja
W listopadzie 2009 roku The Gaming Liberty przeprowadziło wywiad z kompozytorem Shawnem Lee, który zdradził, że „w niedalekiej przyszłości” powinien rozpocząć pisanie muzyki do kontynuacji Canis Canem Edit. W listopadzie 2011 producent Dan Houser stwierdził, że studio być może rozpocznie prace nad drugą częścią po premierze Maksa Payne’a 3. W lipcu 2012 Rockstar Vancouver zostało zamknięte, a jego pracownicy przeniesieni do innych studiów, głównie Rockstar Toronto. W październiku 2013 Houser stwierdził, że ma wiele różnych pomysłów na kontynuację, co stanowiło ostatni oficjalny komunikat na temat ewentualnej kontynuacji ze strony Rockstar.
W lipcu 2019 roku youtuber SWEGTA opublikował nagranie z byłym pracownikiem Rockstar New England, w którym zdradził on, że prace nad kontynuacją porzucono w 2009 roku. Według jego doniesień, akcja miała rozgrywać się podczas letnich wakacji, które Jimmy spędzał ze swoją matką i przyrodnią rodziną w rezydencji ojczyma. Kilka miesięcy później na łamach Video Games Chronicle opublikowano reportaż opracowany na podstawie rozmów z pracownikami, którzy potwierdzili, że Rockstar przez kilkanaście miesięcy pracował nad Bully II. Produkcja miała rozpocząć się w maju 2010 roku, niedługo po premierze Red Dead Redemption, a prace porzucono pod koniec 2013 ze względu na niewielkie zainteresowanie studia projektem. W tym czasie stworzono niewielki fragment gry na Rockstar Advanced Game Engine, nie ustalono jednak, w jakim konkretnie czasie ma się ona rozgrywać. Potwierdzono jednak wcześniejsze doniesienia, że gra miała rozpoczynać się podczas letnich wakacji, które Jimmy spędza u ojczyma.
Według doniesień magazynu „Game Informer” z grudnia 2021, kontynuacja znajdowała się w produkcji przez około półtora roku i pracowało nad nią od pięćdziesięciu do siedemdziesięciu osób ze studia Rockstar New England. W tym czasie udało stworzyć się grywalną wersję kontynuacji, wystarczającą na 6–8 godzin rozgrywki, jednak projekt został porzucony w 2009 roku, kiedy większość twórców została przeniesiona do prac nad Maksem Payne’em 3 i Red Dead Redemption.